# Paul Schrader
Paul Joseph Schrader (ur. 22 lipca 1946 w Grand Rapids) – amerykański scenarzysta, reżyser i krytyk filmowy.

## Życiorys

### Wczesne lata
Urodził się w Grand Rapids w Michigan w rodzinie kalwinistów jako syn Joan (z domu Fisher) i Charlesa  Allana Schradera, dyrektora wykonawczego. Jego matka była pochodzenia holenderskiego, córką imigrantów z Fryzji, a ojciec miał korzenie niemieckie i angielskie. Jego brat Leonard Schrader (ur. 30 listopada 1943, zm. 2 listopada 2006) był scenarzystą i reżyserem. Rodzina była holenderskimi kalwinistami. Jego ojciec nawrócił się na religię swojej matki. Paul opisał siebie jako „wiejskiego chłopca protestanckiego z Holandii”. Wychowany w ściśle religijnym domu rodzinnym, w 1968 ukończył studia na wydziale teologii w Calvin College. Uczęszczał na Uniwersytet Columbia.
W wieku siedemnastu lat po raz pierwszy obejrzał film pt. Latający profesor. Zafascynowany kinem i zachęcony przez krytyczkę Pauline Kael, przeprowadził się do Los Angeles i w 1970 ukończył studia na wydziale filmowym na UCLA.

### Kariera
Na przełomie lat 60. i 70. pisał recenzje filmowe. Pracował jako dziennikarz filmowy dla „Los Angeles Free Press”, ale został zwolniony w 1969 po tym, jak napisał krytyczną recenzję dramatu Swobodny jeździec. Redagował potem magazyn „Cinema”. W 1972 napisał bardzo wpływowy esej krytyczny Transcendental Style in Film: Ozu, Bresson, Dreyer, gdzie badał podobieństwa między twórczością Roberta Bressona, Yasujirō Ozu a Carla Theodora Dreyera. 
W 1974, po okresie intensywnego nadużywania alkoholu i poważnej depresji, swój pierwszy scenariusz do japońskiego dreszczowca Yakuza, napisany wspólnie ze swoim bratem Leonardem i Robertem Towne sprzedał za 325 tys. dolarów. Film wyreżyserował Sydney Pollack, a główną rolę zagrał Robert Mitchum. W następnym roku Schrader napisał Taksówkarza, ponurą opowieść o miejskiej alienacji. Film ten rozpoczął udaną współpracę z Martinem Scorsese. Był potem autorem scenariusza do kilku jego filmów, w tym kontrowersyjnego Ostatniego kuszenia Chrystusa (1988). Współpracował także z innymi reżyserami, m.in. Brianem De Palmą (Obsesja) i Peterem Weirem (Wybrzeże moskitów). 
W 1978 zadebiutował jako reżyser dramatu społeczno-kryminalnego Niebieskie kołnierzyki. Jego ulubionymi reżyserami są Yasujirō Ozu, Carl Theodor Dreyer i Robert Bresson.
Bohaterami sygnowanych przez niego utworów często są ludzie przegrani, niedający sobie rady w otaczającym ich świecie, a ulubioną scenerią Schradera jest Nowy Jork, zwłaszcza nocą.
Przewodniczył jury konkursu głównego na 57. MFF w Berlinie (2007) oraz jury sekcji „Horyzonty” na 70. MFF w Wenecji (2013).
Schrader napisał dwie sztuki sceniczne, Berlinale i Cleopatra Club. Spektakl Cleopatra Club miał swoją premierę w Powerhouse Theatre w Poughkeepsie w Nowym Jorku w 1995, a jego debiut w języku obcym miał miejsce w Wiedniu w 2011.
W 2022 r. otrzymał Honorowego Złotego Lwa za całokształt twórczości podczas 79. MFF w Wenecji.

## Życie prywatne
W latach 1969–1976 był żonaty ze scenografką Jeannine Oppewall. 6 sierpnia 1983 poślubił aktorkę Mary Beth Hurt. Mają dwoje dzieci: córkę Molly Johannę (ur. 1984) i syna Sama (ur. 1988).

## Filmografia
| Rok  | Film                                                                     | Reżyser | Scenarzysta |
| ---- | ------------------------------------------------------------------------ | ------- | ----------- |
| 1974 | Yakuza                                                                   |         | T           |
| 1976 | Taksówkarz                                                               |         | T           |
| 1976 | Obsesja                                                                  |         | T           |
| 1977 | Kulisty piorun (Rolling Thunder)                                         |         | T           |
| 1978 | Niebieskie kołnierzyki (Blue Collar)                                     | T       | T           |
| 1979 | Dawni kochankowie (Old Boyfriends)                                       |         | T           |
| 1979 | Dwa światy (Hardcore)                                                    | T       | T           |
| 1980 | Amerykański żigolak (American Gigolo)                                    | T       | T           |
| 1980 | Wściekły Byk (Raging Bull)                                               |         | T           |
| 1982 | Ludzie-koty (Cat People)                                                 | T       |             |
| 1985 | Mishima: Życie w czterech rozdziałach (Mishima: A Life in Four Chapters) | T       | T           |
| 1986 | Wybrzeże moskitów (The Mosquito Coast)                                   |         | T           |
| 1987 | Światło dnia (Light of Day)                                              | T       | T           |
| 1988 | Patty Hearst                                                             | T       |             |
| 1988 | Ostatnie kuszenie Chrystusa                                              |         | T           |
| 1990 | Pociecha od obcych (The Comfort of Strangers)                            | T       |             |
| 1992 | Margines życia (Light Sleeper 1992)                                      | T       | T           |
| 1994 | Diabelskie polowanie (Witch Hunt, TV)                                    | T       |             |
| 1996 | Ludzie miasta (City Hall)                                                |         | T           |
| 1997 | Dotyk (Touch)                                                            | T       | T           |
| 1997 | Prywatne piekło (Affliction)                                             | T       | T           |
| 1999 | Na zawsze moja (Forever Mine)                                            | T       | T           |
| 1999 | Ciemna strona miasta (Bringing Out the Dead)                             |         | T           |
| 2002 | Auto Focus                                                               | T       |             |
| 2005 | Dominion: Prequel to the Exorcist                                        | T       |             |
| 2007 | Facet do towarzystwa (The Walker)                                        | T       | T           |
| 2008 | Zmartwychwstanie Adama (Adam Resurrected)                                | T       |             |
| 2013 | The Canyons                                                              | T       |             |
| 2014 | Zanim nadejdzie noc (The Dying of the Light)                             | T       | T           |
| 2016 | Geniusze zbrodni (Dog Eat Dog)                                           | T       |             |
| 2017 | Pierwszy reformowany (First Reformed)                                    | T       | T           |
| 2021 | Hazardzista (The Card Counter)                                           | T       | T           |
| 2022 | Dobry ogrodnik (Master Gardener)                                         | T       | T           |
| 2024 | O, Kanado (Oh, Canada)                                                   | T       | T           |